# معماری هندی
معماری هندی ریشه در تاریخ، فرهنگ و ادیان هند دارد. در میان چندین سبک و سنت معماری، معروف‌ترین آن‌ها شامل انواع مختلفی از معماری معابد هندو و معماری هندی-اسلامی، به‌ویژه معماری راجپوت، معماری مغولی، معماری دراویدی هند جنوبی و معماری هندی-ساراسنی است. معماری اولیه هند از چوب ساخته شده‌بود که به دلیل پوسیدگی و ناپایداری در سازه‌ها دوام نیاورد. در عوض، قدیمی‌ترین معماری‌های موجود با معماری صخره‌ای هندی، از جمله معابد بودایی، هندو و جین ساخته شده‌اند.
معماری معبد هندو به سبک دراویدی در جنوب هند و سبک ناگارا در شمال هند و سایر سبک‌های منطقه‌ای تقسیم می‌شود. سبک‌های مسکن نیز بسته به آب و هوا در مناطق مختلف متفاوت است.
اولین پادشاهی بزرگ اسلامی در هند، سلطان‌نشین دهلی بود که به توسعۀ معماری هندی-اسلامی، ترکیبی از ویژگی‌های هندی و اسلامی منجر شد. حکومت امپراتوری مغول که طی آن معماری مغولی تکامل یافت، به عنوان نقطه اوج معماری هندی-اسلامی در نظر گرفته شده و تاج محل نقطۀ اوج کار آن‌ها محسوب می‌شود. معماری هندواسلامی بر سبک‌های راجپوت و سیک نیز تأثیر گذاشت.
در طول دورۀ استعمار بریتانیا، سبک‌های اروپایی از جمله نئوکلاسیک، احیای گوتیک و باروک در سراسر هند رایج شد. ادغام سبک‌های هندی-اسلامی و اروپایی منجر به ایجاد سبک جدیدی شد که به سبک هندی-ساراسنی معروف است. پس از استقلال هند، ایده‌های مدرنیستی در میان معماران هندی به عنوان راهی برای پیشرفتن از فرهنگ استعماری گسترش یافت. لو کوربوزیه که شهر چندی‌گر را طراحی کرد، بر تمایل نسلی از معماران به سمت مدرنیسم در قرن بیستم تأثیر گذاشت. اصلاحات اقتصادی سال ۱۹۹۱ معماری شهری هند را بیشتر تقویت کرد زیرا این کشور با اقتصاد جهان یکپارچه‌تر شد. اصول معماری سنتی هند که واستو شاسترا نامیده می‌شود، در دوران معاصر نیز در معماری هند تأثیرگذار باقی مانده‌است.

## جغرافیای هند
شبه‌قارهٔ هند، دارای سه منطقهٔ جغرافیایی خاص است:
1. شمال شرقی: محل کوه‌های هیمالیا و مأوای سنتی خدایان بودند.
2. شمال غربی: منطقهٔ حاصلخیز

۳. جنوب رشته کوه‌های هیمالیا که دره‌های رودهای سند و گنگ در آن‌ها قرار دارند. نخستین فرهنگ بزرگ هند در ۳۰۰۰(ق. م) در علیای درهٔ سند متمرکز شده بود.
موهنجودارو و هاراپا در پاکستان امروزی، از مناطق اصلی گسترش این فرهنگ هستند. هنر هند، تا ورود اقوام آریایی به آن سرزمین، به صورت ممتد ادامه داشت و در زمینه‌های گوناگون، دارای پیشرفت قابل توجهی بود. هجوم‌های آریاییان را که در حدود ۱۸۰۰ سال (ق. م) آغاز شد، می‌توان علت بروز گسست در هنر هندی دانست.

## موهنجودارو

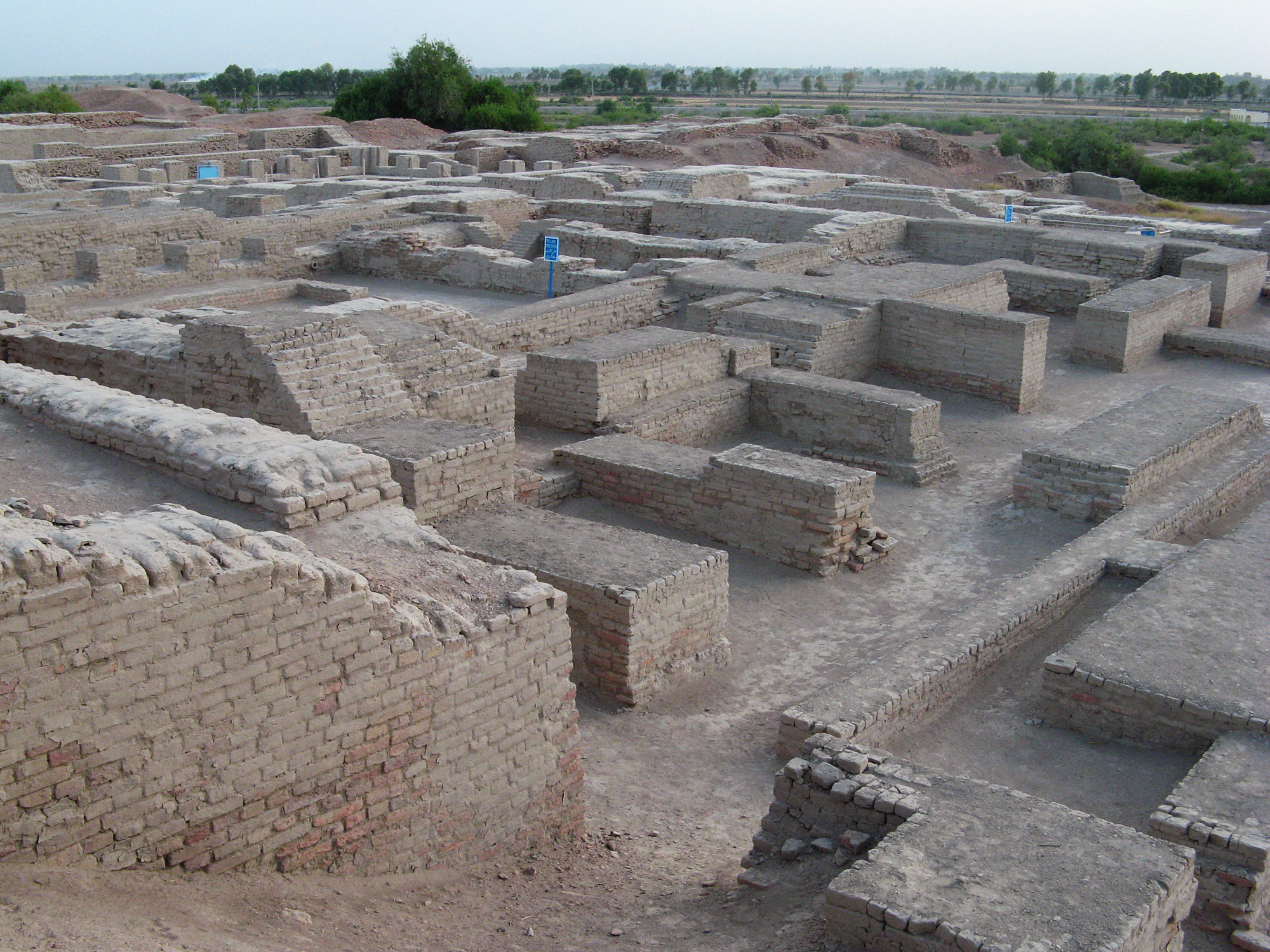
موهنجودارو در پاکستان امروزی

واقع در ۴۰۰ کیلومتری شمال کراچی پاکستان امروزی و دربردارنده تمدن عظیمی در ۳۰۰۰(ق. م) در درهٔ رود سند بود. طرح شهرسازی مدرن و علمی کم‌نظیر آن باعث شد، تا آن را "مانهاتن عصر برنز "بنامند. در نقشهٔ شهرسازی آن، بلوار عظیم شمالی-جنوبی با خیابان‌های فرعی شرقی-غربی قرار داشته و منازل مسکونی در کوچه‌های باریک این خیابان‌ها واقع بوده‌است.
دو اصل اساسی که در طراحی منازل رعایت گردیده‌اند عبارتند از: ۱- امنیت ۲- آسایش
در منازل در گذرگاه‌های فرعی باز می‌شده و نور و هوا از حیات خلوت تأمین می‌شده‌است. بناها به صورت دو طبقه با پلکان به یکدیگر متصل بوده‌اند. وجود چاه‌های آجری با درب به منظور جلوگیری از افتادن اجسام به داخل آن، حتی تا زمان رم و یونان باستان دیده نشده‌است.
سیستم فاضلاب سرپوشیده درون‌شهری زیر پیاده‌روها که به خارج شهر هدایت می‌شد، حمامی ساخته از آجر و ملات ساروج بر روی تپه‌ای مصنوعی به ارتفاع ۷ تا ۱۴ متر با دیوار اصلی دو جداره و کف شیبدار به سمت مجرای فاضلاب، انبار غله و نیز سالنی دارای ۲۰ ستون با حیاط خلوت داخلی به عنوان دفتر مرکزی همگی از امتیازات این شهر محسوب می‌شدند.
از موارد تمدن موهنجودارو:
1. پیشرفت در زمینه آجر سازی با آجرهایی به ابعاد استاندارد ۹/۲۷×۴۲/۱۳×۳۵/۶ سانتی‌متر.
2. ساخت شبکه فاضلاب بر اساس اصول فنی و استاندارد.
3. ساخت خانه‌هایی براساس نقشه و اندازه یکسان.
4. برقراری عدالت اجتماعی با توجه به وضع ساختمان‌سازی ایشان، چنانچه وضع اجتماعی مردم آن با وضع مردم سومر برابر و از مصریان و بابلیان زمان خود برتر بود.[۵]

این تمدن تا ۳۰۰ (ق. م) ادامه داشته و همچنان با تمدن‌های مصر و بین‌النهرین در ارتباط بوده‌است، شاهد این مدعا مهرهایی است که در هردوی این تمدن‌ها یافت شده‌است.

## آریاها و دوره ودائی
آریاها دین ودائی که از سروده‌های " ودا " مشتق می‌شود و خدایان متعدد و عناصر طبیعی مورد ستایش قرار می‌گیرند را به هند آوردند از جمله:
- وارونا: خدای آسمان، شب.
- آگی: خدای آتش.
- سوماً: خدای قربانی.
- ایندرا: خدای آسمان.[۶]

## دوره بودایی
از حدود قرن ۳(ق. م) تا ۶ و ۷ میلادی آئین بودایی حاکم بر هند، بر فرهنگ و هنر آن سرزمین تأثیرات زیادی گذاشت.
«بودا ساکیامونی» حدود ۵۶۳ ق. م متولد شد. وی فرزند پادشاه منطقه‌ای در مرز هند و نپال بود در پی مشاهده دردهای اجتماعی مردم راه ریاضت را پیشه کرد و اصول و قواعدی را پایه‌ریزی کرد که بیش از یک میلیارد نفر پیرو در جهان پیدا کرد.
آثار معماری دوره ودائی و بودایی از چوب بوده و به همین دلیل از کوشک‌های عظیم و هفت طبقه آن زمان چیزی به جای نمانده‌است. لیکن بنا به وصفیات این آثار متأثر از هنر ایرانی بوده‌اند.

## معماری عصر بودا
پس از گرویدن " آشوکا " به دین بودائی آثار معماری هندی از سنگ ساخته شد و نمادهایش را از آیین بودا وام گرفت. از جمله آثار باقی‌مانده سر ستونی از کاخ آشوکا در منطقه " سارنات " هندوستان است که چهار شیر پشت به پشت روی آن حکاکی شده‌اند. آن‌ها غالب و شکل ایرانی دارند، در زیر آن‌ها نقوش برجسته‌ای از فیل و گردونهٔ آیین بودا به نماد چرخه زندگی و حیات رسم شده و زیر این کتیبه نیلوفر آبی سنگی بزرگی حجاری شده‌است که در معماری ایران بسیار به چشم می‌خورد؛ نماد نیلوفر، در هنر چین و ژاپن نیز دیده می‌شود.
از آثار معماری دوره بودایی (بویژه معماری مذهبی) تعدادی معبد، استوپا و معابد غاری به جای مانده‌است.

## استوپا
در دوره کهن پشته خاکی بود که بر گوری قرار داشت، بعدها به بنای گنبد یادبودی به منظور نگهداری جسد پارسای بودایی تغییر شکل داد. استوپا محل حفظ خاکستر مردگان، نماد مرگ بودا، نشانه آیین بودایی و محل پرستش محسوب می‌شود. اکثر استوپاها از گنبدی آجری که دکلی روی آن برافراشته شده و اطرافش را نرده‌های سنگی پوشانده ساخته شده‌اند و روی نرده‌ها با نمادهای بودایی تزئین شده، قدیمی‌ترین استوپا در بارهوت هندوستان واقع است.

### استوپای سانچی

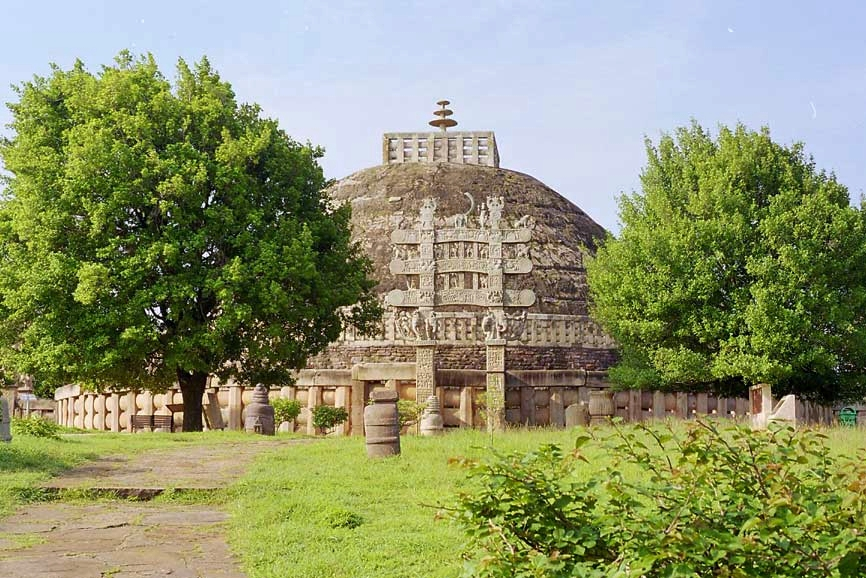
استوپای سانچی

معروف‌ترین استوپای آجری هند، که ورودی آن از سمت جنوب به صورت پلکانی به داخل راه دارد ارتفاع گنبد آن از زمین ۱۵ متر است و ساقه آن ۶ متر بلندی دارد. در بالای گنبد فضای مربعی به نام " هاریکا " قرار دارد و وسط آن دکل مزین با چند پر نصب شده دور تا دور محل استوپا را نرده سنگی گردی می‌پوشاند که از چهار سمت دارای چهار دروازه می‌باشد.
این عمارت که توسعه یافت و سر انجام در سدهٔ نخست پیش از میلاد به پایان رسید، امروزه به عنوان نقطه اوج پیشرفت یک دوره از تمدن هند به‌شمار می‌رود.

## معابد غاری
دوره حکومت سلسله ماوری، شاهد پیدایش مقدمات یک سبک بی‌نظیر معماری (پرستشگاه‌هایی که در دل صخره‌های سنگی کنده می‌شدند بود. بخش‌هایی از درون و بیرون این غارها را با تقلید مو به مو از ابنیه چوبی آن دوره، کنده کاری کردند. محل خلوت و تن آسایی و آرامش رهروان زنده دل بودایی بود که در سنگ‌های کوه بنا می‌گردید. غالباً سردر آن نعلی شکل بود و با ستونها، دیوارهای سنگی و رواق‌های خوش نقش تزئین می‌شد و داخل غار را ستونهای مزین و سر ستونهای جانوران به حالت نقش برجسته تشکیل می‌داد. درون معبد تالاری برای اجتماع بود و در انتهای آن محرابی که بقایای اجساد مردگان مقدس در آن قرار می‌گرفت و در طول تالار دو ردیف ستون شبستان را از راهروهای کناری جدا می‌کرد.

### معبد غاری کارلی
در فاصله میان بمبئی و پونه از کهن‌ترین و زیباترین معابد غاری است که در سال ۵۰ میلادی ساخته شد و برای ساخت آن قله یک تپه را خالی کرده و معبدی با طول ۳۸ متر و ارتفاع ۱۴ متر بنا کردند، صحن مرکزی به استوپایی در انتها منتهی می‌گردد. در دو طرف صحن دو ردیف ستون با سر ستونهای زنان و مردان فیل سوار احداث شده که پشت آن‌ها راهرو می‌باشد.
اطراف در ورودی فیل‌های غول پیکر نقش شده‌اند به همراه پیکره‌های موجدار زنان و مردانی که با حالت خشک و بی حرکت نقش برجسته‌های استوپا در داخل تناقض دارند.

### غارهای آجانتا
دارای بزرگترین و مهمترین نقاشیهای بودایی است. این مجموعه غارها گاهی دارای ستون‌هایی است که در پایین چهار گوش و در بالا مدور بوده به نوارهای گل آذین ختم شده. این غارها ترکیبی از معماری و پیکره تراشی محسوب می‌گردند.

### غارهای اِلفانتا
در سده شش میلادی با ساخت تالار ستوندار عظیمی با حدود ۳۰۰ متر مربع درون قله‌ای بنا شد. سردیس شیوا در مقام خدای خدایان شبیه‌سازی شده‌است و وجود سردیسهایی که سه چهره را شامل می‌شود به همراه افسانه شیوا که بر دیوارها کنده شده‌اند بر عظمت این کاخ می‌افزایند.

## برج بوده گایا
از جالب‌ترین معابد بودایی با طاقهای جناغی (تیزه‌دار) که در قرن اول میلادی بنا گردید.

## نکات معماری بودایی هند
1. عظمت معماری بودایی هند بیشتر در پیکرتراشی است تا سبک معماری، زیرا نمای بیرونی معابد عریان است و بنا ترکیبی از معماری و پیکرتراشی محسوب می‌گردد.
2. در معماری مذهبی بودایی دو نوع ساختمان وجود داشت الف: تالار تمرکز که گسترده حجره راهب بود. ب: گنبد که بقعه اشیا متبرک محسوب می‌شد؛ که این دو ابتدا از هم مجزا بودند ولی از حدود سه یا چهار قرن پس از مرگ بودا به یکدیگر پیوستند و یک بنا را تشکیل دادند.[۱۵]

## معماری معابد هندو
آئین هندو در قرن اول و دوم قبل از میلاد به اوج قدرت رسید.

### چایتیا

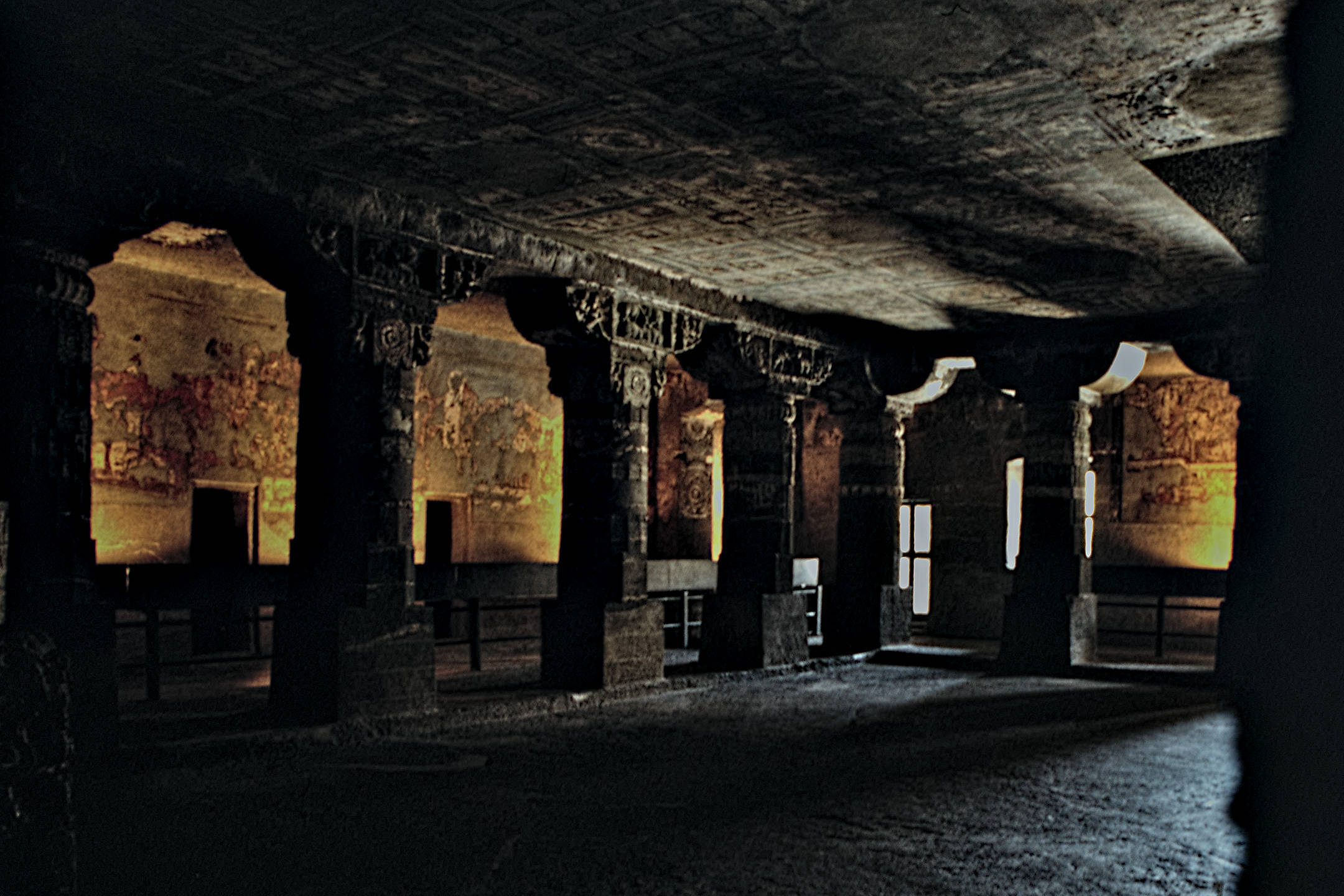
تالار عبادت (چایتیا) در هند

هر حیطه و مکان مقدسی را که با عبادت در ارتباط باشد چایتیا می‌خوانند که معمولاً در این مکان استوپا نیز و جود دارد و در حقیقت استوپا نوعی از چایتیا می‌باشد.
تالار چایتیا نعلی شکل است که در فاصله نه چندان زیادی از دیواره آن ستون‌هایی قرار دارد. ردیف ستونها با دیوار تالار موازی است. در گودی انتهای تالار استوپایی واقع شده‌است. طاق تالار بر فراز استوپا منحنی است و با شکل منحنی بدنه استوپا هماهنگ است. حیرت انگیزترین وجه تالار چایتیا حفر شدن آن در دل سنگ‌های سخت و دیواره کوه‌ها است.

### معبد ویشنو
در اوایل سده شش میلادی در شمال هند بنا گردید. این نیایشگاه سنگی محل اقامتگاه خدا محسوب می‌شود و ملزم به رعایت ساخت اتاقکی برای تمثال یا نماد مورد پرستش است این اتاقک دیوارهای جسیم و سقف سنگی دارد تا بتواند خدا را در خود نگاه دارد. معابد هندو علاوه بر محل اقامت خدا و نیایشگاه بودن، نماد انسان ازلی (پوروسا) هم محسوب می‌شوند. نقشه آن براساس ماندالا یا نمودار جادوئی کیهانی است و در کل باید این معابد را به عنوان یک اثر مجسمه یا پیکره تراشی تجسم کرد نه یک اثر معماری

### معماری معابد «جین
آیین جین از مهمترین آئین‌های هندی است که به معماری علاقه خاص نشان داد و پیروان آن در سده ۱۱ و ۱۲ میلادی زیباترین معابد هند را بنا کردند.
نقش معابد ابتدا نقشه معابد غاری بودایی بود سپس نقش معابد ویشنو و شیوا را بر فراز تپه‌ای برافراشتند گرچه از درون بسیار پیچیده بود ولی نمایی ساده داشت، تقوای جین‌ها باعث شد پیکره نامداران جین را در این معابد قرار دهند.

### معبد جین در ایهلی
تقریباً به سبک یونانی است، با شکل مربع و ستون‌هایی در بیرون یک رواق با یک اتاق مرکزی در داخل.
در معابد جین‌ها و معابد هم عصرشان انتقال از شکلهای مدور نیایشگاه‌های بودایی به سبک برج دار هند قرون وسطی و رسیدن از شبستان محصور با ستونها به سالنی که در پشت آن زاویه‌ای است که رویش برجی حجاری شده که به صورت طبقه طبقه است و بیشتر معابد هندو در شمال به همین سبک بنا گردیدند.

## پیکرتراشی

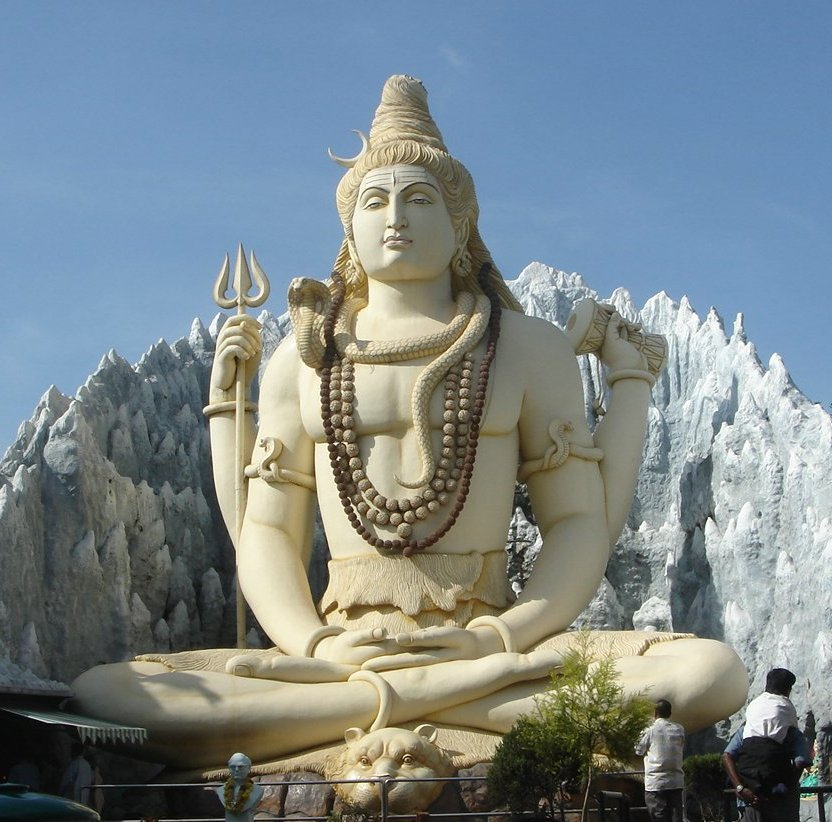
مجسمه شیوا در حال مدیتیشن

هنر پیکره‌تراشی پادشاهی گندهارا از هنرهای منحصربه‌فرد دورهٔ باستان محسوب می‌شود که امروزه تعدادی از تمثال‌های به‌یادگار مانده از آن در موزه‌های بعضی کشورها حفاظت شده و نیز پیکره‌های عظیمی که در دامنهٔ کوه‌ها هنوز هم قابل رویت می‌باشند. در این دوره بود که تمثال‌ها و پیکره‌های منحصربه‌فردی از بودا، زندگی و تعالیم او ساخته شد و هنر پیکره‌تراشی گندهارا به سرزمین‌های دیگر نیز نفوذ کرد. هرچند که خود این هنر در گندهارا، تحت نفوذ سبک‌های پیکره‌تراشی سرزمین‌هایی چون ایران، هند و به‌خصوص یونان بود، اما توانست سبک خاصی از هنر را در پیکره‌تراشی پدیدآورد که به «هنر گندهارا» شهرت یافت.

## نقاشی
هنر نقاشی هند، احتمالاً اعتبار و عظمتی همپای هنر پیکره تراشی داشته؛ ولی متأسفانه آثار نقاشی چندانی در این سرزمین باقی نمانده‌است. نخستین نمونه‌های آثار نقاشان هندی، تکه‌هایی متعلق به حدود سدهٔ نخست پیش از میلاد هستند که از غار آجانتا به دست آمده‌اند. نقاشی‌های آجانتا چیزی بیش از تجلی اعتقاد و سرسپردگی به آئین بودا هستند و بازتاب یک هنر پیشرفته و درباری به حساب می‌روند.